# Заєдов’я
Заєдов’я (рос. Заедовье) — присілок в Пінезькому районі Архангельської області Російської Федерації.
Населення становить 181 особу. Входить до складу муніципального утворення Лавельське муніципальне утворення.

## Історія
Від 1937 року належить до Архангельської області.
Орган місцевого самоврядування від 2004 року — Лавельське муніципальне утворення.

## Населення
| 2002 | 2010 | 2012 |
| ---- | ---- | ---- |
| 180  | ↘133 | ↗181 |